# WestJet Link
WestJet Link  è il marchio commerciale di una Compagnia aerea regionale canadese con sede a Calgary, mentre gli hub principali sono l'Aeroporto Internazionale di Calgary e l'Aeroporto Internazionale di Vancouver.

## Storia
È stato creato per collegare principalmente le città più piccole del Canada con i nodi interni di WestJet verso l'aeroporto internazionale di Calgary e l'aeroporto internazionale di Vancouver. Il marchio avrebbe dovuto iniziare le operazioni di volo il 7 marzo 2018, in seguito posticipate al 21 giugno 2018. Tutte le operazioni sono effettuate con aerei di proprietà Pacific Coastal Airlines.
Nel maggio 2024 è stata annunciata la cessazione delle operazioni per il 27 ottobre successivo. Tutte le attività saranno in seguito trasferite a WestJet Encore.

## Flotta

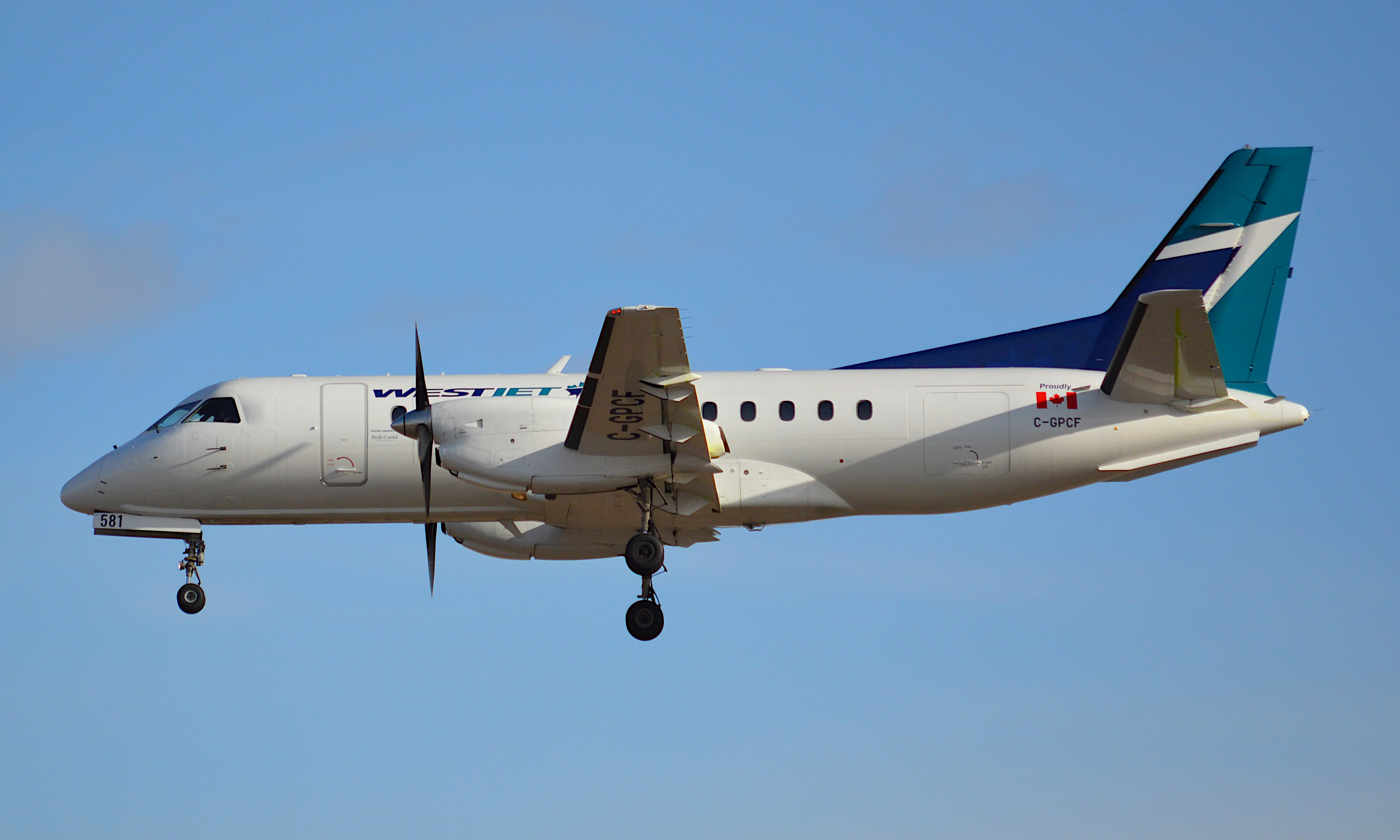
Un Saab 340B.

A settembre 2024 la flotta WestJet Link risulta composta dai seguenti aerei: